# Hamburg Triathlon
Der SUZUKI World Triathlon Hamburg powered by HAMBURG WASSER (2002 bis 2006 Holsten City Man, 2007 bis 2008 Hamburg City Man, 2009 bis 2012 Dextro Energy World Triathlon Hamburg, 2015 Feuer und Flamme World Triathlon Hamburg) ist eine seit 2002 alljährlich in Hamburg stattfindende Triathlon-Veranstaltung, die mit über 10.000 Startern und über 250.000 Zuschauern an den beiden Wettkampftagen zusammen neben dem London Triathlon der größte Triathlon-Wettkampf der Welt ist und als weltweit einziger Triathlon seit 2002 ununterbrochen als ITU World Cup fungiert bzw. seit 2009 der ITU World Championship Series angehört. In den Jahren 2007, 2013, 2014 und 2015 wurde die Veranstaltung, die 2014 und 2015 der Triathlon mit dem höchsten Preisgeld in Deutschland war, von den Lesern der Special-Interest-Zeitschrift Triathlon zum „Rennen des Jahres“ gewählt.
Betreiber des Triathlons ist die Deutsche Triathlon GmbH. Die ursprüngliche Betreibergesellschaft Upsolut Event GmbH wurde zum 1. Januar 2008 von der Groupe Lagardère übernommen, die es 2013 in Lagardère Unlimited Events Germany GmbH umbenannten. Im Januar 2016 übernahm die World Triathlon Corporation, die zur Wanda Group gehört, das Unternehmen und verschmolz es mit seiner Tochtergesellschaft Ironman Germany GmbH.

## Geschichte

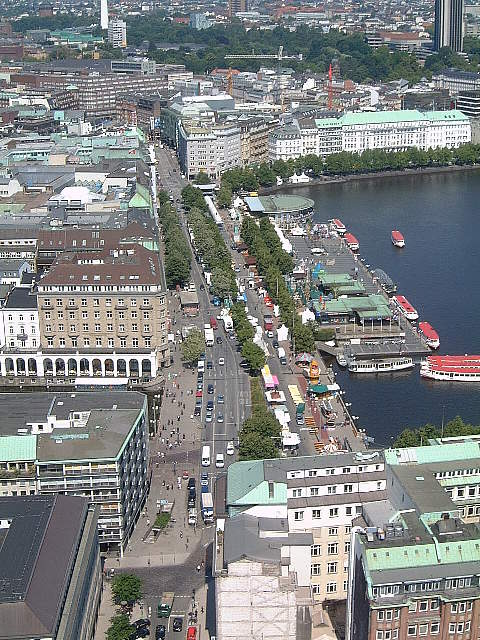
Jungfernstieg mit Blickrichtung Gänsemarkt, wo der Schwimmstart stattfindet

2002
Am 7. September 2002 fiel am Alsteranleger erstmals mitten im Zentrum einer deutschen Großstadt der Startschuss zu einem Triathlon: dem Hamburg City Man. Mit über 2000 Teilnehmern war der Hamburg City Man gleich bei seinem Debüt der größte Triathlon Deutschlands. Die Chance, die Innenstadt einer Millionenstadt für ein Wochenende voll dem Triathlon zu widmen, lieferte die Bewerbung der Hansestadt für die Olympischen Spiele 2012. Der organisatorische Aufwand brachte neue Dimensionen in die Sportart in Deutschland: Zwei Kilometer Teppich wurden allein auf dem Ballindamm für die Wechselzone der 2500 Breitensportler ausgerollt. Die Profi-Triathleten hatten einen kürzeren Weg: ihr Parc ferme befand sich direkt auf dem Rathausmarkt. Der Schwimmstart erfolgte vom Jungfernstieg vor dem Alsterhaus, durch die Kennedybrücke hindurch in die Außenalster und zurück. Die Stars hatten einen Kurs mit acht Rad- und vier Laufrunden in der Innenstadt zurückzulegen, die Polizei zählte samstags beim Rennen der Frauen 100.000 und sonntags bei den Männern sogar 150.000 Zuschauer.
Für die Breitensportler war dagegen eine Sightseeing-Tour durch die Speicherstadt, am Hafen entlang, über die Elbchaussee bis Blankenese und zurück über die Reeperbahn abgesperrt, die je nach Teilnahme an Sprint- oder Kurzstrecke ein- bzw. zweimal zu durchfahren war. Die Laufstrecke führte an der Außenalster entlang, das Ziel lag wie bei der Elite auf dem Rathausmarkt. Rund die Hälfte der Teilnehmer gab bei der Anmeldung an, erstmals an einem Triathlon teilzunehmen.
2003
Bei der zweiten Auflage im Folgejahr gingen bereits 4597 Anmeldungen ein – Hamburg wurde damit in Bezug auf Teilnehmerzahlen die Nummer drei weltweit hinter dem London Triathlon und Chicago, in Bezug auf die Zuschauerzahlen, die noch einmal gesteigert werde konnten, die Nummer eins. Weitere 270.000 Zuschauer schauten sich einer zweieinhalbstündigen TV-Bericht im NDR Fernsehen an. Kritik lieferte die Streckenführung für die Breitsportler: Die enge und regennasse Radstrecke, die jetzt durch den Freihafen an den Elbdeich im Osten und über den Großmarkt wieder zurück führte, sorgte für brenzlige Situationen und verfügte dazu noch über zwei längere Kopfsteinpflasterpassagen.
2007
2007 war dann der Höhepunkt: erstmals fanden in Deutschland Triathlon-Weltmeisterschaften statt. Bereits 1993 war eine Ausrichtung in Nürnberg in Planung gewesen, wurde aber wegen der Nähe zu NS-Schauplätzen dann nach Manchester vergeben. 1999 war die WM zunächst nach Immenstadt vergeben gewesen, nach der Rücknahme deren Angebots wegen nicht erfüllter finanziellen Zusagen war zunächst im Münchner Olympiapark, dann an der Ruderregatta in Oberschleißheim umgeplant und wurde dann kurzfristig in Montreal ausgerichtet. Die Polizei sprach von insgesamt 600.000 Zuschauern an den jetzt drei Wettkampftagen und Daniel Unger, der als erster Deutscher Weltmeister über die olympische Distanz wurde, setzte das i-Tüpfelchen. Neben der Elite wurden gleichzeitig Weltmeister in den Altersklassen geehrt, Teilnehmer aus 72 Nationen waren vertreten, alleine aus Großbritannien waren 500 Starter dabei.
2009
2009 waren dann unter dem neuen Namen Dextro Energy World Triathlon Hamburg 9000 Breitensportler wieder an zwei Tagen über die Sprint- und Olympiadistanz dabei. 2013 wurde erstmals neben den Elite-Rennen im Weltcup die Weltmeisterschaft im Mixed Relay in Hamburg ausgetragen. Bei diesem Format, in dem seit 2009 Weltmeister geehrt werden und für das das IOC 2013 die Aufnahme in das Programm Olympischer Sommerspiele beschloss, treten Teams aus je zwei Frauen und Männern zusammen, jedes Mitglied absolviert nacheinander einen Super-Sprint aus 250 m Schwimmen, 6,6 km Radfahren und 1,6 km Laufen. Anja Knapp, Jan Frodeno, Anne Haug und Franz Löschke ließen sich unter dem Jubel der Zuschauer beim Heimsieg als Weltmeister ehren.
Auch 2014 und 2015 wurde die Weltmeisterschaft im Mixed Relay in Hamburg ausgetragen, 2016 findet diese erneut in Hamburg statt. 2015 wurde vor dem Hintergrund der Bewerbung Hamburgs für die Olympischen Spiele 2024 einmalig Feuer und Flamme World Triathlon Hamburg als Veranstaltungsname gewählt.
Mit insgesamt 240.000 US-Dollar Preisgeld (je 85.000 US-Dollar für Männer und Frauen sowie 70.000 US-Dollar Mixed Relay) war der Hamburg Triathlon 2014 und 2015 der höchstdotierte Wettkampf in Deutschland. Insgesamt standen jeweils 10.560 Teilnehmer am Start.

## Siegerliste

### Sprintdistanz
Seit 2012 wird das Rennen der ITU World Championship Series auf der Sprintdistanz (0,75 km Schwimmen, 20 km Radfahren, 5 km Laufen) ausgetragen.
| Datum/Jahr    | Männer                 | Männer            | Männer            | Frauen                  | Frauen              | Frauen               |
| Datum/Jahr    | Erster Platz           | Zweiter Platz     | Dritter Platz     | Erster Platz            | Zweiter Platz       | Dritter Platz        |
| ------------- | ---------------------- | ----------------- | ----------------- | ----------------------- | ------------------- | -------------------- |
| 13. Juli 2024 | Matthew Hauser         | Vasco Vilaça      | Pierre Le Corre   | Cassandre Beaugrand -3- | Lisa Tertsch        | Beth Potter          |
| 15. Juli 2023 | Hayden Wilde -2-       | Vasco Vilaça      | Alex Yee          | Cassandre Beaugrand -2- | Beth Potter         | Laura Lindemann      |
| 9. Juli 2022  | Hayden Wilde           | Matthew Hauser    | Jawad Abdelmoula  | Flora Duffy -2-         | Beth Potter         | Lisa Tertsch         |
| 18. Sep. 2021 | Tim Hellwig            | Paul Georgenthum  | Léo Bergère       | Laura Lindemann         | Nicole van der Kaay | Summer Rappaport     |
| 5. Sep. 2020  | Vincent Luis -2-       | Vasco Vilaça      | Léo Bergère       | Georgia Taylor-Brown    | Flora Duffy         | Laura Lindemann      |
| 7. Juli 2019  | Vincent Luis           | Mario Mola        | Javier Gómez Noya | Katie Zaferes -2-       | Jessica Learmonth   | Georgia Taylor-Brown |
| 14. Juli 2018 | Mario Mola -3-         | Vincent Luis      | Richard Murray    | Cassandre Beaugrand     | Laura Lindemann     | Katie Zaferes        |
| 15. Juli 2017 | Mario Mola -2-         | Jacob Birtwhistle | Ryan Sissons      | Flora Duffy             | Ashleigh Gentle     | Laura Lindemann      |
| 16. Juli 2016 | Mario Mola             | Jacob Birtwhistle | Fernando Alarza   | Katie Zaferes           | Rachel Klamer       | Gwen Jorgensen       |
| 18. Juli 2015 | Vincent Luis           | Javier Gómez Noya | Mario Mola        | Gwen Jorgensen -2-      | Vicky Holland       | Non Stanford         |
| 12. Juli 2014 | Alistair Brownlee      | Vincent Luis      | Jonathan Brownlee | Gwen Jorgensen          | Emma Jackson        | Kirsten Sweetland    |
| 20. Juli 2013 | Jonathan Brownlee (SR) | Alistair Brownlee | Javier Gómez Noya | Anne Haug               | Non Stanford        | Jodie Stimpson       |
| 22. Juli 2012 | Richard Murray         | Javier Gómez Noya | Steffen Justus    | Erin Densham (SR)       | Emma Moffatt        | Sarah True           |

### Olympische Distanz
Von 2002 bis 2008 wurde beim Holsten City Man bzw. Hamburg City Man der ITU World Cup ausgetragen, 2007 die ITU-Weltmeisterschaft und seit 2009 war das Rennen eine Station der ITU World Championship Series (1,5 km Schwimmen, 40 km Radfahren und 10 km Laufen).
| Datum/Jahr    | Männer           | Männer          | Männer                 | Frauen                | Frauen         | Frauen          |
| Datum/Jahr    | Erster Platz     | Zweiter Platz   | Dritter Platz          | Erster Platz          | Zweiter Platz  | Dritter Platz   |
| ------------- | ---------------- | --------------- | ---------------------- | --------------------- | -------------- | --------------- |
| 17. Juli 2011 | Brad Kahlefeldt  | William Clarke  | David Hauss            | Emma Moffatt -2-      | Emma Jackson   | Emma Snowsill   |
| 18. Juli 2010 | Javier Gomez -2- | Jan Frodeno     | Tim Don                | Lisa Nordén           | Emma Moffatt   | Aileen Morrison |
| 26. Juli 2009 | Jarrod Shoemaker | Brad Kahlefeldt | Alexander Brjuchankow  | Emma Moffatt          | Lisa Nordén    | Daniela Ryf     |
| 5. Juli 2008  | Daniel Unger -2- | Jan Frodeno     | Oliver Freeman         | Ricarda Lisk          | Felicity Abram | Debbie Tanner   |
| 2. Sep. 2007  | Daniel Unger     | Javier Gómez    | Brad Kahlefeldt        | Vanessa Fernandes -2- | Emma Snowsill  | Laura Bennett   |
| 9. Sep. 2006  | Javier Gómez     | Sven Riederer   | Brad Kahlefeldt        | Vanessa Fernandes     | Debbie Tanner  | Laura Bennett   |
| 7. Aug. 2005  | Filip Ospalý     | Reto Hug        | Sven Riederer          | Samantha Warriner     | Ana Burgos     | Annabel Luxford |
| 5. Sep. 2004  | Rasmus Henning   | Filip Ospaly    | Wolodymyr Polikarpenko | Anja Dittmer -2-      | Pilar Hidalgo  | Annabel Luxford |
| 6. Sep. 2003  | Andrew Johns     | Bevan Docherty  | Brad Kahlefeldt        | Anja Dittmer          | Kate Allen     | Nadia Cortassa  |
| 7. Sep. 2002  | Greg Bennet      | Andrew Johns    | Cedric Deanaz          | Jill Savege           | Siri Lindley   | Carla Moreno    |

### Staffel
Weltmeisterschaft Mixed Relay (gemischte Staffel:4 × (250 m Schwimmen, 6,6 km Radfahren und 1,6 km Laufen))
| Datum/Jahr    | Weltmeister                                                                | Zweiter Platz                                                              | Dritter Platz                                                                |
| ------------- | -------------------------------------------------------------------------- | -------------------------------------------------------------------------- | ---------------------------------------------------------------------------- |
| 14. Juli 2024 | Henry Graf, Lisa Tertsch, Lasse Lührs, Annika Koch                         | Max Studer, Julie Derron, Simon Westermann, Cathia Schär                   | Tayler Reid, Ainsley Thorpe, Dylan McCullough, Nicole van der Kaay           |
| 16. Juli 2023 | Tim Hellwig, Annika Koch, Simon Henseleit, Laura Lindemann                 | Hayden Wilde, Ainsley Thorpe, Tayler Reid, Nicole van der Kaay             | Max Studer, Julie Derron, Sylvain Fridelance, Cathia Schär                   |
| 10. Juli 2022 | Barclay Izzard, Sian Rainsley, Samuel Dickinson, Kate Waugh                | Luke Willian, Sophie Linn, Matthew Hauser, Natalie Van Coevorden           | Valentin Wernz, Lisa Tertsch, Lasse Nygaard Priester, Laura Lindemann        |
| 19. Sep. 2021 | Laura Lindemann, Lasse Nygaard Priester, Marlene Gomez-Göggel, Tim Hellwig | Beatrice Mallozzi, Alessio Crociani, Carlotta Missaglia, Gianluca Pozzatti | Alberte Kjær Pedersen, Emil Holm, Sif Bendix Madsen, Oscar Gladney Rundqvist |
| 6. Sep. 2020  | Léonie Périault, Léo Bergere, Cassandre Beaugrand, Dorian Coninx           | Taylor Spivey, Kevin McDowell, Katie Zaferes, Morgan Pearson               | Georgia Taylor-Brown, Barclay Izzard, Jessica Learmonth, Alex Yee            |
| 7. Juli 2019  | Emilie Morier, Léo Bergere, Cassandre Beaugrand, Vincent Luis              | Laura Lindemann, Valentin Wernz, Nina Eim, Justus Nieschlag                | Natalie Van Coevorden, Aaron Royle, Emma Jeffcoat, Jacob Birtwhistle         |
| 15. Juli 2018 | Léonie Périault, Dorian Coninx, Cassandre Beaugrand, Vincent Luis          | Natalie Van Coevorden, Aaron Royle, Ashleigh Gentle, Jacob Birtwhistle     | Kirsten Kasper, Ben Kanute, Katie Zaferes, Kevin McDowell                    |
| 16. Juli 2017 | Charlotte McShane, Jacob Birtwhistle, Matthew Hauser, Ashleigh Gentle      | Matthew Mcelroy, Ben Kanute, Kirsten Kasper, Katie Zaferes                 | Rachel Klamer, Maaike Caelers, Marco van der Stel, Jorik Van Egdom           |
| 17. Juli 2016 | Gwen Jorgensen, Ben Kanute, Kirsten Kasper, Joe Maloy                      | Charlotte McShane, Jacob Birtwhistle, Emma Jackson, Ryan Bailie            | Laura Lindemann, Jonathan Zipf, Hanna Philippin, Gregor Buchholz             |
| 19. Juli 2015 | Jeanne Lehair, Dorian Coninx, Audrey Merle, Vincent Luis                   | Gillian Backhouse, Aaron Royle, Emma Jackson, Ryan Bailie                  | Vicky Holland, Gordon Benson, Non Stanford, Mark Buckingham                  |
| 13. Juli 2014 | Lucy Hall, Vicky Holland, Jonathan Brownlee, Alistair Brownlee             | Cassandre Beaugrand, Dorian Coninx, Audrey Merle, Vincent Luis             | Zsófia Kovács, Tamás Tóth, Margit Vanek, Ákos Vanek                          |
| 21. Juli 2013 | Anja Knapp, Jan Frodeno, Anne Haug, Franz Löschke                          | Andrea Hewitt, Tony Dodds, Kate Mcilroy, Ryan Sissons                      | Sarah True, Ben Kanute, Gwen Jorgensen, Cameron Dye                          |

## Filme
- Wechselzeiten – Auf dem Weg zum ersten Triathlon